# Lepinia ponapensis
Lepinia ponapensis är en oleanderväxtart som beskrevs av Hosokawa. Lepinia ponapensis ingår i släktet Lepinia och familjen oleanderväxter. Inga underarter finns listade i Catalogue of Life.